# Marcus Gerards

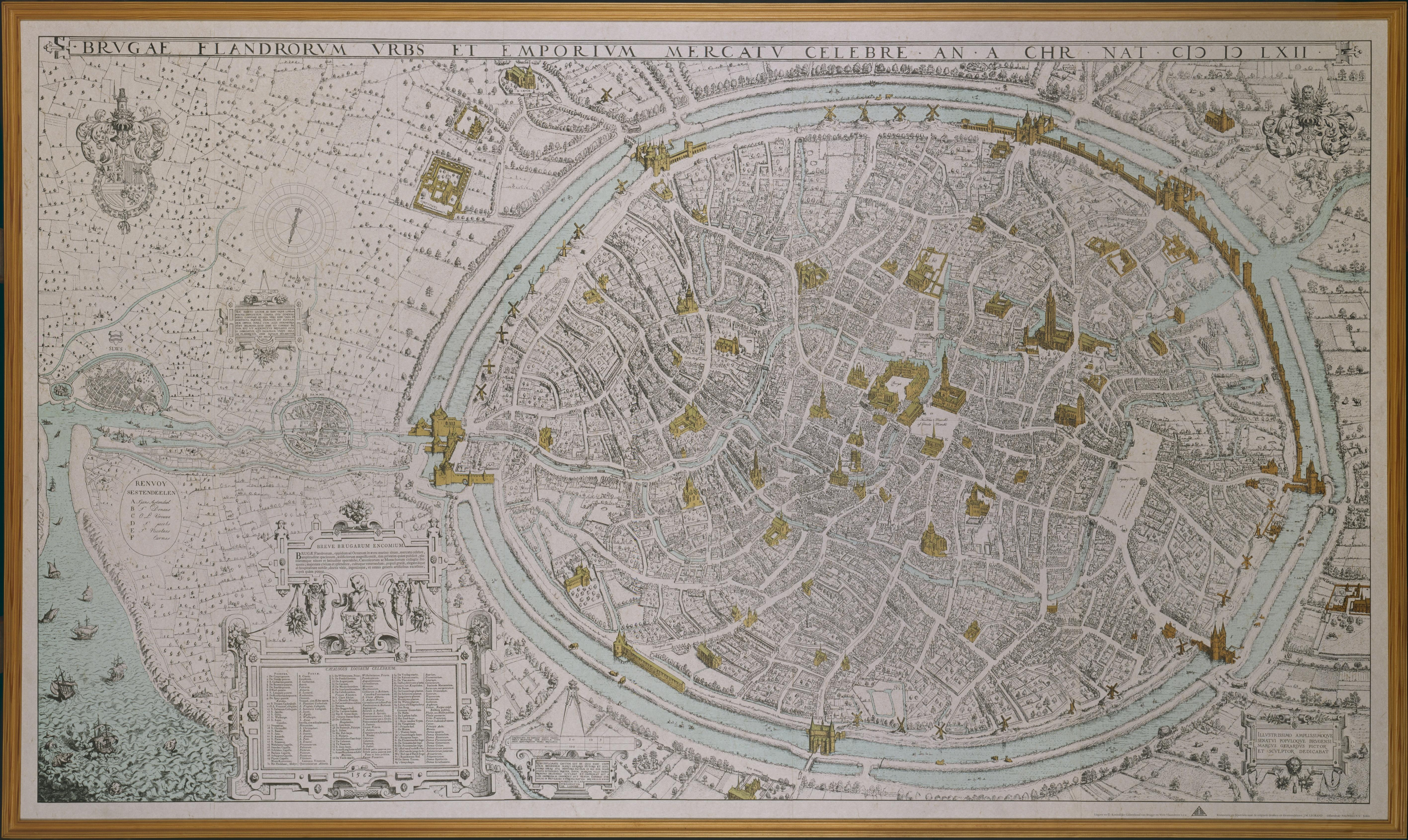
De volledige kaart van Brugge in 1562.

Marcus Gerards of Marcus Gheeraerts (Brugge, ca. 1521 - waarschijnlijk Londen, ca. 1590) was een kunstschilder en graveur. Hij maakte in Brugge vooral naam met zijn stadsplan dat hij in 1561-1562 tekende en schilderde en al dan niet zelf op messing graveerde, in opdracht van het stadsbestuur.

## Levensloop

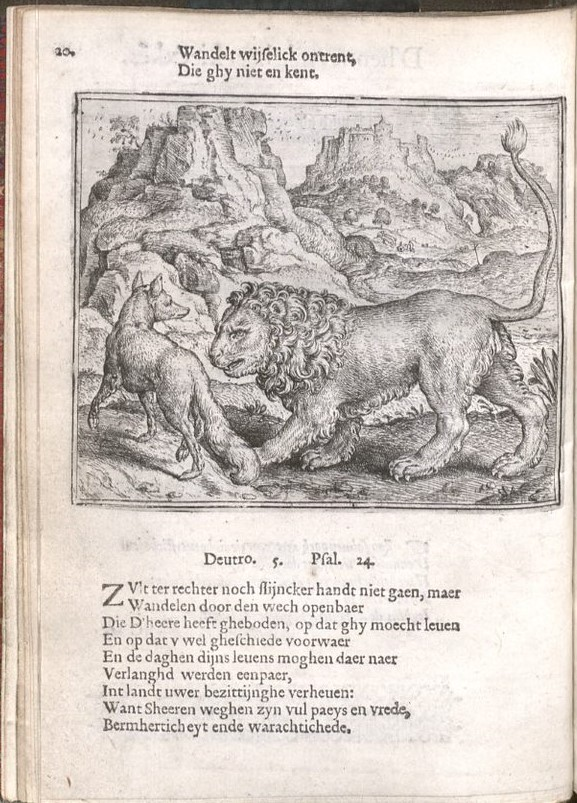
Fragment uit De Waarachtige Fablen der Dieren van het verhaal de Leeuw en de Vos. Geïllustreerd door Marcus Gerards en uitgegeven in 1567. Bewaard in de Openbare Bibliotheek Brugge.

Egbert Gerards, waarschijnlijk uit Noord-Nederland, kwam zich als schilder in Brugge vestigen en trad in 1516 toe tot het ambacht van de beeldenmakers en schilders. Hij trouwde, rond 1520, met Antonine Van der Weerde (†1580). In hetzelfde jaar 1521 werd zoon Marcus geboren en overleed de vader. De weduwe hertrouwde na korte tijd met de schilder Simon Pieters († 1557), waarschijnlijk ook afkomstig uit Noord-Nederland. Ze hadden samen zes kinderen.
Pas in 1558, zes en dertig jaar oud, trad Marcus Gerards in het huwelijk met Johanna Struve en ze kregen Marcus en Esther als kinderen. In hetzelfde jaar van zijn huwelijk werd Marcus Gerards lid van het gilde van de beeldenmakers en schilders, waarin hij bij herhaling bestuursfuncties zou uitoefenen. In 1557 was hij voogd geworden van zijn halbroers en halfzusters, na de dood van Simon Pieters.
Aangezien de zoon van een meester al vanaf zijn vijftiende lid van het ambacht kon worden, blijft het een vraagteken waarom Marcus Gerards pas op zijn zesendertigste lid werd. De uitleg is waarschijnlijk dat hij elders zijn opleiding ging volmaken. Het is mogelijk dat zijn stiefvader Pieters zijn eerste leermeester was. Zijn biograaf Albert Schouteet heeft de hypothese geuit dat hij leerschool zou gelopen hebben bij Bernard van Orley. Er zijn twee mogelijkheden die in die richting wijzen: Bernard van Orley was hervormingsgezind en Gerards kan bij hem in die richting geëvolueerd zijn; na de dood van Bernard van Orley werd aan Gerards de voltooiing toevertrouwd van een altaarstuk waar de Meester aan bezig was en die men wellicht bij voorkeur in handen van een medewerker overliet. Het is ook mogelijk dat Gerards een tijdlang in Antwerpen vertoefde, de stad bij uitstek om er de graveerkunst aan te leren.
Tijdens zijn Brugse periode schilderde Gerards in uiteenlopende genres. Zijn tijdgenoot Karel van Mander heeft het als volgt beschreven: hij was veelzijdig in het schilderen van figuren, landschappen en gebouwen. In zijn landschappen plaatste hij vaak een gehurkt en urinerend vrouwtje, zoals Adriaen Brouwer in zijn herbergzichten graag een pisser tegen de muur opstelde. Ook in de technieken was Gerards veelzijdig: schilderen op doek, tekenen, etsen en verluchting van boeken.
Van zijn schilderkunst blijven in Brugge een paar getuigenissen. In de Onze-Lieve-Vrouwkerk wordt een groot drieluik met Kalvarie bewaard. Boven het hoofdaltaar prijkt het schilderij van Bernard van Orley dat door Gerards werd voltooid.

## De kaart van Brugge
Het was in 1561 dat Marcus Gerards de opdracht kreeg van het stadsbestuur om de stad Brugge in kaart te brengen en aan te tonen hoe goed hun stad bereikbaar was via de zee. Daarbij werd de zee dichter bij het centrum getekend dan de werkelijkheid ter fine dat men mercken mach de goede navigatie. Het was een affiche om Brugge te adverteren bij de buitenwereld en hiermee de economische heropbloei te bevorderen. Het was pas in tweede instantie dat het stadsbestuur bij hem terechtkwam, na eerst onderhandelingen te hebben gevoerd met de Antwerpse drukker Willem Sylvius, die echter zonder gevolg bleven. De overeenkomst met Gerards werd gesloten op 27 juni 1561 en al op 9 september 1561 kon hij het uitgevoerde opmetingen- en tekenwerk aan de stadsmagistraat voorstellen.
Met deze kaart bracht Marcus Gerards een meesterwerk tot stand, enig in zijn soort. Ook al was het toen mode in vele steden om een plattegrond te laten maken, kon er nog geen de vergelijking doorstaan met het werk van de Brugse meester. Vanuit het noordwesten bekeken gaf het, in vogelperspectief, zicht op alle historische gebouwen, stadspoorten, reien, straten, pleinen en gewone woningen uit de 16e eeuw. Nu nog zou de kaart kunnen dienen als wegwijzer bij een stadswandeling.
De kaart was 100 cm hoog en 185 cm breed en werd gegraveerd op 10 messing platen. Tot vandaag is dit de meest gereproduceerde kaart van de stad, die bij vele Bruggelingen in bezit is. Geen boek dat handelt over Brugge of deze kaart, of details ervan, wordt erin gereproduceerd. Een exemplaar van de eerste druk wordt in het Gruuthusemuseum in Brugge bewaard. De messingplaten bleven eigendom van Gerards die de exclusiviteit verwierf om er afdrukken van te verkopen. Na zijn vertrek uit Brugge werden ze het bezit van zijn halfbroer Gerard Pieters die ze in 1600 aan de stad Brugge verkocht. Ze worden thans nog steeds in het stadsarchief bewaard. Ze werden tot in de negentiende eeuw regelmatig voor herdrukken gebruikt: in 1640 (drukker gebroeders Van de Kerckhove, uitgever Olivier de Wree), in 1750 (drukker Pieter De Sloovere), in 1762 (idem) en in 1840 (Buffa en Roulman. De drukken in 1881, in 1896, in 1909 (drukker Beyaert) gebeurden niet meer op basis van de messing maar op basis van steendruk of lithografie. De stenen werden door lithograaf Auguste Ancot gegraveerd. Nog in 1941 werd met de stenen van Ancot een herdruk uitgevoerd op initiatief van de Brugse Gidsenbond (steendruk Édouard Isselée), voor dezelfde vereniging in 1964 (Litho-offset Deboo). In 1972 en 1980 werd een herdruk uitgevoerd door de drukkerij Pauwels in Eeklo. Sedertdien zijn meer moderne reproductietechnieken aangewend. De kaart werd in opdracht van de Maatschappij voor Brugse Zeevaartinrichtingen, in 1985 in offset en in zwart-wit herdrukt door Beka-screen in Kapellen, op basis van een achttiende-eeuwse druk. De Koninklijke Gidsenbond van Brugge en West-Vlaanderen gaf een nieuwe meerkleurige herdruk uit. In 2022 gaf de Brugse historicus Koen Goeminne, onderzoeker bij het Historisch Onderzoeksbureau Vigor Clius (www.vigorclius.be) de Marcus Gerardskaart opnieuw uit. In deze versie werd na veel studiewerk een volledig nieuwe scan van de kaart gemaakt, waarbij de verschillende delen (voorheen 10 afzonderlijke kaartdelen) aan elkaar gepast werden. De uitgave werd gedrukt bij de Brugse drukkerij die Keure. Koen Goeminne gaf in 2024 ook een standaardwerk uit over Marcus Gerards en zijn kaart van Brugge, met als titel 'De wereld van Marcus Gerards - Brugge in 1562'.

## De warachtighe fabulen der dieren

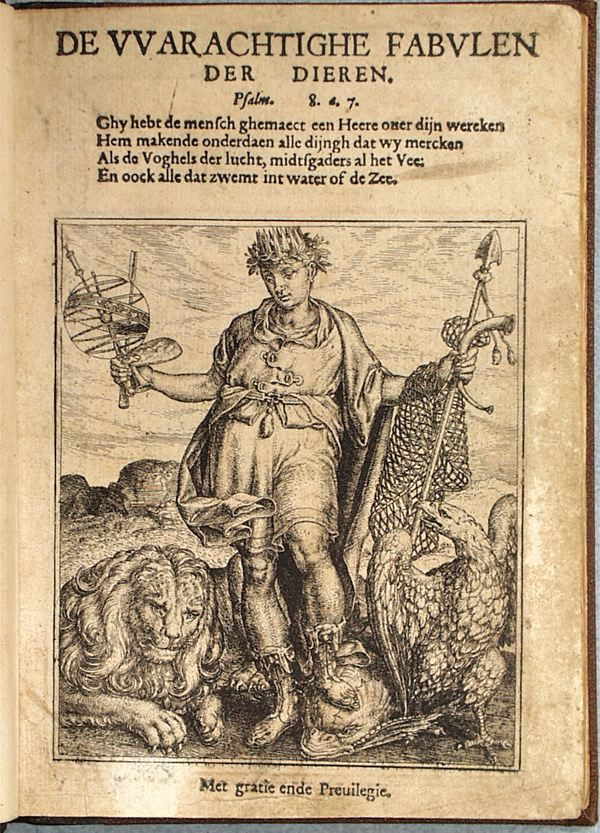
De VVarachtighe Fabvlen der Dieren, emblemata-bundel met fabelen van Edewaerd De Dene, met een voorwoord van Lucas d'Heere en met prenten geïllustreerd door Marcus Gerards, (1567). Bewaard in de Openbare Bibliotheek Brugge.

In 1567 verscheen bij drukker Pieter De Clerck in Brugge een rijkelijk geïllustreerd boek onder de titel De warachtighe fabulen der dieren, waarin in hoofdzaak de moraliserende fabels van Aesopos vrij werden naverteld door de Brugse rederijker Eduard de Dene. Het werk werd opgedragen aan de graveur en drukker Hubertus Goltzius en bevatte een inleiding in versvorm geschreven door de Gentse schilder Lucas de Heere. De Dene en De Clerck sympathiseerden met de nieuwe gedachten van de hervorming, terwijl Goltzius en de Heere naar het protestantisme overstapten. Marcus Gerards leverde 108 gravures, bijna telkens een volle bladzijde innemende. Gerards trad zelf op als uitgever.
Het werk betekende, afgezien van de kwaliteit van de tekeningen, een mijlpaal doordat de houtsnede als versiering werd verlaten om op de (koper)gravure over te stappen. De gravures van Marcus Gerards werden later door anderen overgenomen, in een tijd toen noch auteursrechten noch volgrecht bestonden. Zo nam Christoffel Plantijn in 1577 107 tekeningen over in het boek Mythologia Ethica van Arnold Freytag. In Keulen gebruikte Georgius Mutingus ze in 1594 als illustratie voor het boek Viridarium moralis philosophiae. In 1617 verscheen in Amsterdam een boek geschreven door Joost van den Vondel, onder de titel Vorstelijcke warande der dieren (...) verciert met honderd vijf en twintig aerdige afbeeldingen in koper gesneden door Marcus Gerard.

## Naar Engeland
Toen de Hervorming vaste voet begon te krijgen in Brugge, trad Marcus Gerards toe tot de protestantse gemeente en werd lid van het consistorie.
Korte tijd daarop werd hij, met anderen, voor de gemeentelijke rechtbank gedaagd, onder de beschuldiging dat hij ketter was, een opgesloten ketter had verdedigd en karikaturen had gemaakt en verspreid van de paus, de koning en het katholicisme.
Gerards werd op 1 december 1568 tot eeuwige verbanning veroordeeld en zijn vermogen werd verbeurd verklaard. Hij had hierop niet gewacht en was met zijn zoon naar Engeland vertrokken. Zijn katholieke vrouw bleef in Brugge wonen en verzette zich tegen de verbeurdverklaring van hun bezittingen, in de eerste plaats van het meubilair dat haar toebehoorde.
Was ze al overleden of trok Gerards het zich niet aan, feit is dat hij in 1571 hertrouwde met Suzanna de Crits, dochter van de Antwerpse schilder Jan de Crits en behorende tot de protestantse gemeenschap in Londen. Hun kinderen werden geboren in 1573, 1575 en 1576.
Marcus Gerards werd een succesvol schilder in Engeland, die opdrachten kreeg vanuit koninklijke kringen. Er bestaat een portret van koningin Elisabeth (te dateren ca. 1578), waarschijnlijk gemaakt in opdracht van haar favoriet Robert Dudley, aangezien op de achtergrond zijn landgoed te zien is. Een tweede portret van de koningin, omringd door haar hofhouding, met op de achtergrond het kasteel van Kenilworth, dateert waarschijnlijk uit 1575
In Engeland maakte zijn zoon Marcus Gerards de Jonge (1561-1636) naam als portretschilder.